# Ковалёвское сельское поселение (Волгоградская область)
Ковалёвское се́льское поселе́ние — муниципальное образование в Октябрьском районе Волгоградской области Российской Федерации.
Административный центр — село Жутово 1-е.

## Население
| 2010 | 2012 | 2013 | 2014 | 2015 | 2016 | 2017 |
| ---- | ---- | ---- | ---- | ---- | ---- | ---- |
| 1003 | ↘998 | ↘984 | ↘962 | ↗963 | ↘941 | ↘917 |
| 2018 | 2019 | 2020 | 2021 |      |      |      |
| ↗922 | ↗937 | ↘926 | ↘913 |      |      |      |

## Состав сельского поселения
| № | Населённый пункт | Тип населённого пункта       | Население |
| - | ---------------- | ---------------------------- | --------- |
| 1 | Жутово 1-е       | село, административный центр | 566       |
| 2 | Каменка          | село                         | ↘129      |
| 3 | Ковалёвка        | село                         | ↘308      |